# Murakami (Niigata)
Murakami (村 上市 Murakami-shi?) es una ciudad situada en el norte de la prefectura de Niigata, Japón. Fue fundada el 31 de marzo de 1954.
El 1 de abril de 2008, las ciudades de Arakawa y Sanpoku, y los pueblos de Asahi y Kamihayashi (todos del distrito de Iwafune) se fusionaron en Murakami.
A partir de 2005, antes de la fusión, la antigua ciudad tenía una población estimada de 30.649 y una densidad poblacional de 218,89 personas por km². La superficie total era de 142,12 km². Después de la fusión, el 1 de abril de 2011, la nueva ciudad cuenta con  una población estimada de 67.442 y una densidad poblacional de 57,43 habitantes por km². La superficie total es de 1,174.24 km².
Murakami prosperó como ciudad castillo bajo el clan Murakami. Incluso hoy en día, la zona del centro muestra la influencia de su pasado como residencia de samurái y comerciantes.
Productos famosos de Murakami son el té (Murakami es el lugar de cultivo de té más al norte de Japón), el salmón y la carne de vacuno Murakami. La ciudad es también un lugar turístico debido a las famosas termas de  Senami y como punto de partida para llegar a la isla de Awashima.
Murakami se conecta a la ciudad de Niigata en el sur y la prefectura de Yamagata en el norte, a través de la Línea Uetsu (JR Oriente) y la Ruta Nacional 7. El pueblo de Awashima es accesible por ferry desde el puerto de Iwafune.
La ciudad tiene una relación de hermandad con Sabae de la prefectura de Fukui.